# 천구의 회전에 관하여
《천구의 회전에 관하여》(라틴어: De revolutionibus orbium coelestium)는 르네상스 시대의 천문학자 니콜라우스 코페르니쿠스가 쓴 태양중심설에 관한 책이다. '천구의 회전에 관하여'는 1543년 신성 로마 제국의 뉘른베르크에서 출판되었고, 이 책을 통해 고대부터 널리 받아들여지던 프톨레마이오스의 지구중심설에 반하는 태양중심설을 주장하였다.
이 코페르니쿠스의 저서는 총 6권으로 이루어져 있다. 그 골자는 전체의 서론을 이루는 제 1권을 보면 명백하다. 코페르니쿠스는 책의 1권에서 우주와 지구 모두 구형이라는 것에서 시작하여, 천체가 원운동을 하는 것처럼 지구 또한 원운동을 한다고 생각할 수 있다고 주장한다. 또한 이에 따라 행성의 겉보기 운동의 불규칙성이 간단하고 합리적으로 설명될 수 있다는 것, 지구의 크기에 비하여 하늘은 광대하다는 것을 서술하였다. 그리고 고대인이 지구는 움직이지 않으며 우주의 중심에 있다고 생각한 이유가 서술되어 있고 이에 대한 코페르니쿠스의 반론 등이 서술되어 있다.
1520년경에 작성된 것으로 추정되는 자필원고는 1999년 그 가치를 인정받아 유네스코 세계기록유산에 등재되었다.

## 역사

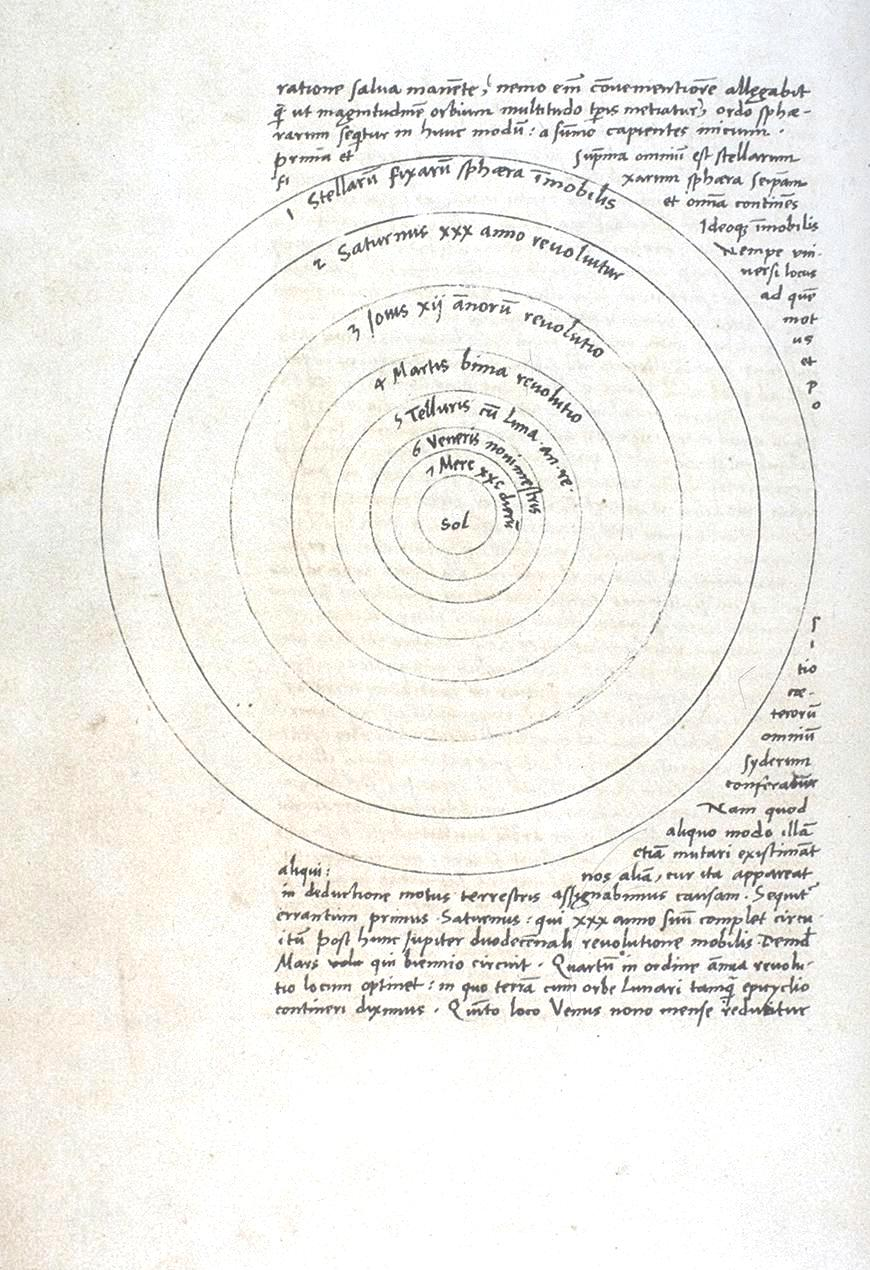
코페르니쿠스 체계에서의 태양중심설 모형

코페르니쿠스는 태양을 우주의 중심에 놓고 지구가 그 주위를 돈다는 태양중심설을 주장하였다. 그렇게 하면 천체들의 움직임에 관한 계산이 훨씬 간단해진다는 것이 그 이유였다. 예를 들어, 주전원과 같은 기하학적으로 복잡한 개념을 포함하는 지구중심설보다 계산이 더 간편해진다는 것이다. 실제로 이런 내용은 그가 이에 관해 쓴 노트에 짧게 기록되어있다.
사실 이 짧은 노트가 '천구의 회전에 관하여'의 전신이 되었다.

코페르니쿠스가 ‘천구의 회전에 관하여’를 출간하고자 하던 당시, 태양중심설에 관한 글을 쓴다는 것 자체만으로도 종교 재판에 회부될 수 있었다. 따라서 책이 출간되기 전부터 그 스스로도 책의 앞날이 험난할 것이라고 예상하고 있었다. 이에 따라 코페르니쿠스는 평소에 친분이 있던 교황 바오로 3세에게 다음과 같은 편지를 썼다.
"교황 바오로 3세에게 드리는 서문과 헌정 
거룩하신 교황 성하! 제가 이 책에서 태양중심설을 주장한다는 사실 때문에 일부 사람들이 저를 비난하고 있음을 잘 알고 있습니다. 
(중략)

얼핏 보아 불합리하게 여겨지고, 너무도 새로운 제 견해가 저에 대한 경멸을 불러일으킬까 우려해 책을 출간하지 않기로 마음먹은 적도 있었습니다. 하지만 제 친구들은 이 책을 출간하도록 요청했습니다. 
(중략)

수많은 학자들과 저명인사들도 수학의 발전을 위해 더 이상 주저하지 말고 이 책을 출간해야 한다고 했습니다. 어쩌면 교황 성하께서는 제가 밤잠을 설쳐 가며 노력한 성과를 감히 세상에 발표했다는 사실 못지않게 모든 수학자들이 제 견해와 반대되는 주장을 갖고 있고, 일반인도 제 견해가 상식에 어긋난다고 여기고 있는데도 제가 왜 태양중심설을 주장하는 지 몹시 궁금하실 겁니다. 한심한 수다쟁이들이 수학을 전혀 알지 못한 채 성서의 구절을 의도적으로 왜곡하며 제 견해에 이의를 제기할 경우, 저는 그들의 말에 전혀 관심을 기울이지 않고 그 불합리한 주장을 비웃을 겁니다."
책이 어차피 종교 재판에 회부될 수 밖에 없다고 볼 때, 평소에 친분이 있던 교황이 자신을 도와줄 수 있을지도 모른다고 생각한 그는 미리 이렇게 편지를 썼던 것이다. 또한 코페르니쿠스는 편지에서 자신이 책을 출간한 후에 자신에게 성서를 이용하여 비난을 퍼부을 많은 사람들의 행위를 신랄하게 비판하고 있다.

## 서문

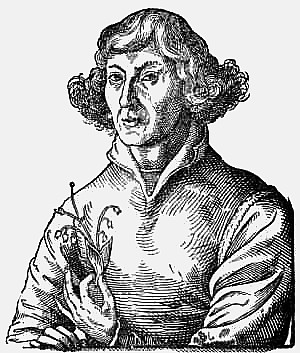
니콜라우스 코페르니쿠스, 16세기

《천구의 회전에 관하여》의 첫 부분에는 '이 연구에 관심을 갖고 있는 독자를 위해'라는 무명의 서문이 나온다. 이는 처음에 코페르니쿠스가 썼다고 여겨졌으나, 지금은 루터교 신학자이며 코페르니쿠스의 친구인 앤드루 오시앤더(Andrew Osiander)가 출판물을 통해 《천구의 회전에 관하여》를 보고 나서 쓴 것으로 알려져 있다. 이 서론에서 오시앤더는 
“이 책의 저자가 비난받을 만한 어떠한 일도 하지 않았음을 발견하게 될 것이다."
라는 말을 하며 코페르니쿠스를 옹호하고 있다. 오시앤더의 논리는 결국 코페르니쿠스는 방대한 자료들의 수집을 통해 가설을 설정한 것이기 때문에 비난받을 이유가 없다는 것이다. 그는 한 가지 움직임에 대해서도 다양한 이론들이 존재하는 것처럼, 천문학자들은 가장 이해하기 쉬운 이론을 선택하려고 하며, 코페르니쿠스는 이러한 천문학자의 일을 한 것이라고 했다. 그럼 오시앤더의 서문 중 이 부분에 대해서 살펴보자.
"숙련된 관찰을 통해 천체운동의 변천에 대한 자료를 성실하게 수집하고, 그가 만들고 싶은 대로 가설이나 이유를 만들어서, 그 가설상의 가정과 기하학적 원리로부터 과거와 미래의 천체운동을 관측된 것과 같게 계산해내는 것이 천문학자의 일이기 때문이다.
이 책의 저자는 이러한 자료의 수집과 가설의 설정이라는 두 가지 면에서 두드러지게 뛰어나다. 왜냐하면 위에서 말한 것과 같은 이러한 가설들은 반드시 사실일 필요는 없으며 가설은 다만 관측값과 맞는 계산을 할 수 있을 정도면 충분하기 때문이다.".
오시앤더는 바로 코페르니쿠스가 한 일이 사실일 필요도 사실이 아닐 필요도 없는 그냥 가설이라는 점을 강조한다. 그가 한 것이 바로 천문학자들이 늘 하는 일이라는 것이다. 마지막으로 그는 다음과 같은 말로 자신의 글을 끝맺는다.
"이 가설들은 놀랍고도 쉬우며 막대한 학술적 관측의 보고를 가지고 있기 때문에 이제 더 이상 확실성이 없는 옛 가설들 위에 이 새로운 가설이 널리 알려지는 것이 필요한 때이다. 인지의 용도를 위해 만들어진 것을 사실이라고 믿는 사람은 이 학문에 입문할 때보다 더 심한 바보가 되어 이 학문을 떠나게 될 것이다. 천문학은 우리에게 확실한 것은 아무것도 주지 않으니 가설에 관한 한, 천문학으로부터 어떠한 확실성도 바라지 말도록 하자."
여기서 오시앤더가 말하고 있는 가설은 태양중심설을 말한다.
한 편, 태양중심설의 지지자였던 요하네스 케플러는 이 무명의 서문에 무척 분노했는데, 그 이유는 코페르니쿠스 자신도 태양중심설이 실제 태양계의 구조를 설명한 것이지 단순한 수학적 계산을 위한 장치가 아니라는 것을 알고 있었다고 생각했기 때문이다.

## 내용
천구의 회전에 관하여는 1권부터 6권까지 총 6권으로 분류된다.

### 1권
1권에서는 태양중심설에 대한 내용을 다루고 있다. 그는 1권에서 프톨레마이오스가 제안했던 지구 중심 체계를 거부하고 중세까지 이어져 왔던 천체의 순서인 ‘지구-달-금성-수성-태양-화성-목성-토성’을 거부했다. 그리고 그는 태양 중심 체계에 따라 현재의 태양계 순서를 주장했다. 1권의 내용을 살펴보면 1에서 3장까지는 태양과 다른 천체들, 지구까지도 모두 외형이 둥글다는 내용을, 즉 모든 천체들은 완벽한 구 모양을 하고 있다는 내용을 담고 있다. 4장에서는 모든 천체들은 일정한 중심을 가지고 모두 등속 원운동을 한다고 하고 5장에서는 지구가 자전을 하면서 태양을 중심으로 원운동을 하고 있다는 주장, 태양 중심체계에 대한 주장을 드러내게 된다.
그 뒤에 세 개의 장에 걸쳐서 자신이 주장한 태양 중심 체계에 반박하는 학자들의 주장을 반박하고, 그 다음 세 개의 장은 태양 중심체계를 이용하여 천체들의 운동 - 예를 들어, 화성, 목성 등 외행성의 역행운동을 논리적으로 설명하고 있다. 그리고 마지막 12-14장은 원호의 표와 삼각법의 기초적인 정리를 설명하여, 뒤 2권에 대한 기본적인 수학적 준비를 하고 있다.

### 2~6권
2권에는 구면천문학에 대한 내용을 담고 있는데, 구면천문학이란 태양, 달, 행성들, 즉 천체들의 겉보기 운동, 위치, 크기 등을 관찰하고 이를 통해서 실제거리, 공간에서의 운동을 연구하는 부문이다. 또한 일식과 월식이 일어나는 시각에 대한 자세한 연구와 천체의 위치를 통해 달력을 제작하는 것도 구면천문학의 한 분야이다.
3권에서는 지축의 선회운동에 의한 세차 운동을 포함한 지구의 운동, 춘분점의 이동에 대한 수학적인 설명을 담고 있다. 4권에서는 달의 운동에 대해서 다루고 있고, 5권에서는 행성들의 경도 방향 운동, 6권에서는 행성들의 위도 방향 운동에 대해서 다루고 있다.
이의 자세한 내용을 살펴보면, 1장과 2장에서는 위도 방향 운동에 대한 기본적인 설명을 담고 있고, 3장과 4장은 외행성의 궤도 기울기와 이에 따른 위도의 변화에 대한 내용을 담고 있다. 5장에서 8장까지는 내행성, 수성과 금성의 운동에 따른 위도 변화에 대하여 수학적으로 설명하고 있다. 그리고 마지막 장에서는 다섯 행성의 위도를 어떻게 계산하는 지에 대한 내용을 담고 있다.

### 책의 성향
이 책에서 코페르니쿠스의 성격이 드러나는데 그는 천체들이 현재의 개념처럼 공간 위에 떠있는 것이 아니라 천구에 박혀서 그 궤도를 따라서 운동한다고 하였다. 그러면 지구의 계절이 변하지 않는 문제가 발생하는데 그는 이를 세 번째 운동을 추가하여 자전축이 주기를 가지고 돈다고 했다. 그리고 이 주기를 공전 주기보다 약간 길게 하여 26,000년 주기의 세차 운동도 잘 설명해냈다. 1권의 내용은 단순하고 미학적인 모델을 보여준다.
하지만 코페르니쿠스는 이를 천문학자들이 읽기를 바랐고, 이에 따라 2권부터 복잡한 계산들과 수식들로 이루어진 책을 쓰게 되었다. 뿐만 아니라 천체는 완벽한 원운동을 한다는 것에 집착하고 프톨레마이오스가 제안했던 등각속도점을 거부하였고, 프톨레마이오스의 지구 중심설과 같이 많은 주전원과 이심원을 사용하여 천체들의 운동을 설명해야 했다. 이러한 점 때문에 당시 코페르니쿠스가 제안했던 모델은 일부 전문적인 천문학자들 사이에서 읽혔으나 그 파급력은 비교적 적었다.

## 영향
《천구의 회전에 관하여》의 초판이 나왔을 때는 그리 많은 관심을 받지 못하였다. 이 책의 수요는 적었고 400부의 초판은 다 팔리지 못하였다. 코페르니쿠스는 이 책을 매우 전문적으로 서술하여 당대의 매우 숙련된 천문학자가 아니면 이해하지 못하였다. 그러나 이 책에서 주장한 코페르니쿠스 체계는 오시앤더와 같은 수학자들이나 천문학자들에게 그저 수학적으로 편리한 하나의 도구일 뿐, 실제로 그렇지 않다는 시각으로 보았기 때문에 이단에 대한 책임을 피할 수 있었다.
《천구의 회전에 관하여》에서 주장하는 코페르니쿠스 체계는 우려했던 대로 성경이나 기존의 아리스토텔레스 이론에 반하였기 때문에 많은 비판을 받았다. 코페르니쿠스 체계를 제일 처음 반대했던 세력은 개신교 신학자들이었다. 책이 나오기 전, 코페르니쿠스의 태양중심설이 사람들의 입에 오르내리던 1539년에 마틴 루터는 다음과 같이 말했다고 한다.
어떤 신출내기 천문학자가 이 하늘, 해, 달이 아니라 지구가 움직인다고 주장하는 것에 사람들이 귀를 기울였다고 한다. 이 바보는 모든 천문학을 반대로 만들려고 한다. 하지만 신성한 성경에서 이르기를(여호수아 10장 13절) 여호수아는 지구가 아닌 태양에게 그대로 머물러 있으라고 말하였다.
또, 출판 직후, 마틴 루터의 주요 측근이었던 필리프 멜란히톤은 코페르니쿠스의 이론에 대해 이러한 불경한 이론은 “심각한 조치“를 취해서라도 퍼지는 것을 막아야 한다고 주장하였다.
카톨릭 신자들은 이 책의 출판에 대해서 별다른 제재를 걸지는 않았다. 바티칸에서는 코페르니쿠스의 책을 금서로 지정할 수는 없었다. 1582년에 실시한 역법개정이 교회에 긍정적인 영향을 미쳤는데, 이때 교황 그레고리오 13세가 역법개정을 위해 새로만든 그레고리력은 코페르니쿠스 체계를 기초로 했기 때문이다.
따라서 《천구의 회전에 관하여》는 출판 73년 후인 1616년에 “수정하기 전까지는 출판금지”라는 항목의 금서목록에 올랐으며, 1620년에는 구체적 수정사항 10개가 발표되었다. 이 때문에 《천구의 회전에 관하여》 원본 중 지구는 확실히 태양 중심 체계를 따른다는 내용이 담긴 아홉 문장이 수정되거나 생략되어야 하였고, 그렇게 해야 이 책에 대한 구독이 허락되었다. 하지만 이러한 수정은 실제로는 검열관에 의해 몇 권의 책이 교정된 것이 전부였고, 수정내용을 담은 책이 따로 재발간되거나 하지는 않았다. 《천구의 회전에 관하여》는 교황 베네딕트 16세가 1758년에 금서목록을 수정함으로써 비로소 수정되지 않은 이 책이 목록에서 빠질 수 있었다.
신학자가 아닌 사람들 중 코페르니쿠스 체계에 대해 반박한 사람으로는 튀코 브라헤를 들 수 있다. 튀코 브라헤는 지구는 너무 물렁하여서 자전이나 공전을 하면 그 형태를 유지할 수 없을 것이라는 점, 지구가 공전한다면 그에 따른 별의 연주시차가 존재하여야 하는데 관측상의 결과로는 그렇지 않다는 점을 근거로 들었다. 실제로는 지구의 공전에 따른 별의 시차가 존재한다. 하지만 지구에서 가장 가까운 별조차도 당시에 측정할 수 있었던 가장 정밀한 값보다도 훨씬 더 작았기 때문에 이러한 시차를 발견하지는 못하였다.

## 한계점
《천구의 회전에 관하여》에서 코페르니쿠스가 주장한 태양중심설은 정확히 어느 곳이 우주의 중심인가에 대해서는 애매한 입장을 취하고 있다. 코페르니쿠스는 별들이 멀리 떨어진 둥근 껍질에 있다고 믿었기 때문에, 이는 곧 지구의 공전궤도가 별들을 기준으로 했을 때 깔끔하게 중앙에 위치하는지(이 경우 태양은 약간 중심에서 벗어난다), 아니면 태양 자체가 완전한 중심이어서 지구가 6월보다는 1월에 별로 이루어진 껍질에 더 가까이 가는지에 대한 질문으로 연결되었다.
요하네스 케플러는 이런 《천구의 회전에 관하여》가 남긴 미해결 문제에 대해 물리학적인 접근 방식을 도입함으로써 천구가 공전하는 궤도는 완벽한 원이 아닌 타원일 것이라고 결론을 지었다. 코페르니쿠스 체계와 프톨레마이오스 체계는 양쪽 다 모든 행성은 일정한 속력으로 공전할 것이라고 생각하였기 때문에 화성의 회전에 대한 예측값이 실제 관측값과 확연히 차이가 났다. 그런데 케플러는 화성의 궤도는 타원이며 행성과 태양의 거리에 따라 공전 속도가 다를 것이라 가정해, 프톨레마이오스나 코페르니쿠스보다 관측값에 더 가까운 예측값을 도출해냈다. 이것이 훗날의 케플러의 행성운동법칙의 시초가 된다.

## 오언 깅거리치
아서 쾨슬러의 저서 《몽유병자들》에서는 《천구의 회전에 관하여》는 그다지 읽혀지지 않은 책일 것이라고 저술되어 있다. 이처럼 많은 역사학자들은 코페르니쿠스의 저서는 많은 사람들에게 읽히지 않았을 것이라고 주장하였다. 하지만 코페르니쿠스와 케플러에 대한 전문가인 오언 깅거리치 하버드 전 교수는 그의 저서 《아무도 읽지 않은 책》에서 그러한 주장을 일축하였다. 이 책에는 깅거리치가 35년간 전 세계에 현존하는 《천구의 회전에 관하여》의 초판과 2판을 찾아다닌 그의 여정이 상세히 나와있다. 당시에는 자신이 소유하고 있는 책의 여백에 자신의 서명이나 생각을 적어 놓은 경우가 많았는데, 《천구의 회전에 관하여》도 역시 각 책마다 여러 사람들의 필적이 남아있었다. 그 중에서는 티코 브라헤, 요하네스 케플러 등 당대 최고의 천문학자 및 수학자들이 읽었던 흔적도 남아 있었다. 깅거리치는 이 책의 마지막 부분에서 아서 케스틀러가 《천구의 회전에 관하여》는 "아무도 읽지 않은 책"이자 "역사상 가장 판매가 신통치 않은 책"이라고 서술한 것은 완전히 틀린 주장이라고 결론지었다.

## 출판본
- 1543, 뉘른베르크, 요하네스 페트리우스가 출판
- 1566, 바젤, 헨리쿠스 페트루스가 출판
- 1617, 암스테르담, 니콜라우스 뮐러리우스 출판
- 1854, 바르샤바, 폴란드어 번역과 코페르니쿠스가 쓴 서문
- 1873, 토룬, 독일어 번역판으로 지역 “코페르니쿠스” 사회에서 후원했고, 모든 코페르니쿠스의 주석을 바탕으로 원문을 정정했다.

## 같이 보기
- 피에르 가상디

## 참고 문헌
- 《아무도 읽지 않은 책》, 오언 깅거리치 저, 장석봉 옮김(2008)
- 《코페르니쿠스, 인류의 눈을 밝히다》, 마하일 일라인 저, 이종훈 옮김(2009)
- 《천체의 회전에 관하여》 - 한국과학문화재단 시리즈04, 니콜라이 코페르니쿠스 저, 민영기, 최영재 공역(1998)